# Obârșia Lotrului
Obârșia Lotrului este o importantă zonă turistică situată la poalele munților Parâng,  și un nod important de trasee turistice din patru masive muntoase învecinate, Parâng, Căpățânii, Lotrului și Șureanu. În vecinătate își are izvorul râul Lotru.
Acolo este o Mănăstirea Sfinții Martiri Brâncoveni. Acolo se afla și Hanul Haiducesc și Hotelul Haiducesc 